# Miguel Ángel Bustillo
Miguel Ángel Bustillo Lafoz (Zaragoza, 9 de septiembre de 1946 - Reus, 3 de septiembre de 2016) fue un futbolista español, jugador del Real Zaragoza, Fútbol Club Barcelona y Club Deportivo Málaga, su estreno fue el 5 de marzo de 1967 en un F.C. Barcelona 2 - R. Zaragoza 1.
Con el club azulgrana jugó tres partidos, marcando dos goles, ambos en un Real Madrid - Fútbol Club Barcelona (primera jornada de la temporada 1969-1970, 3-3), en el que resultó lesionado en una jugada con Pedro de Felipe en el minuto 57 de partido. En la temporada 1970-1971 ganó la Copa de España con este club. 

## Orígenes
Nacido en el barrio de San José de Zaragoza, Bustillo fue un '9' puro, potente y directo. "Siempre miraba hacia la portería, por mi cabeza solo pensaba en el gol", aseguraba. Jugó en el Zaragoza Juvenil, UD Mahón, Zaragoza, FC Barcelona y Málaga. Fue internacional por España en cinco ocasiones.
Pero pasó a la historia por una brutal entrada de Pedro de Felipe, defensa central del Real Madrid, en un clásico de Liga (jornada 1 de la temporada 1969-70) celebrado en el Estadio Santiago Bernabéu, en la que el árbitro José María Ortiz de Mendibil ni amonestó al defensa blanco. La lesión cortó de raíz su prometedora carrera en el Camp Nou. La acción tuvo como resultado la rotura total de la inserción del ligamento lateral interno en sus dos capas, superficial y profunda, así como la desinserción periférica del menisco interno y rotura del ligamento cruzado anterior. El defensa madridista no fue sancionado así como tampoco el árbitro, Ortiz de Mendibil.

## Fallecimiento
Miguel Ángel Bustillo falleció a los 69 años de edad víctima de una enfermedad en el Hospital Universitario San Juan de Reus. Le sobrevivieron su esposa María Luisa y sus tres hijas, Pilar, Rocío y Lisi.

## Partidos internacionales
Bustillo fue internacional con la Selección española de Fútbol cinco veces. Se enfrentó a Suiza, Yugoslavia, México, y Finlandia, todos en 1969 menos su primer partido internacional que fue en el 1968 con Suecia.

## Palmarés
| Título         | Club                  | Año  |
| -------------- | --------------------- | ---- |
| Copa de España | Fútbol Club Barcelona | 1971 |

## Equipos
| Club                  | País   | Año  |
| --------------------- | ------ | ---- |
| Real Zaragoza         | España | 1967 |
| Fútbol Club Barcelona | España | 1969 |
| Club Deportivo Málaga | España | 1972 |